# Jin Chang-soo
Đây là một tên người Triều Tiên, họ là Jin.
Jin Chang-soo (tiếng Hàn: 진창수; sinh ngày 26 tháng 10 năm 1985) là một cầu thủ bóng đá Hàn Quốc thi đấu ở vị trí tiền vệ cho Bucheon ở K League 2.

## Sự nghiệp
Jin participated ở Korean National Sports Festival năm 2008 on one of the members representing ethnic Koreans living ở Nhật Bản and ký hợp đồng với Pocheon FC after the competition. Năm 2010, đội bóng tại Giải Quốc gia Hàn Quốc Gangneung FC ký hợp đồng với anh.
Anh chuyển đến Goyang Hi FC năm 2013.
Vào tháng 1 năm 2015, Jin trở lại Goyang sau khi thi đấu một mùa giải cho Gyeongju KHNP.